# Pöttelsdorf
Pöttelsdorf est une commune autrichienne du district de Mattersburg dans le Burgenland.